# Steve Downie
Steve Downie (* 3. dubna 1987, Newmarket, Ontario) je bývalý kanadský profesionální lední hokejista naposledy působící v AHL.

## Kariéra
Vyrostl v malé vesnici Holland Landing v kanadském Ontariu. Měl staršího bratra Grega a navštěvoval katolickou školu. Byl draftován v prvním kole jako 29. celkově týmem Philadelphia Flyers. Upozornil na sebe však dřív, než stačil v NHL odehrát jediný zápas. Downie byl v OHL suspendován na 5 zápasů kvůli bitce se spoluhráčem Akimem Aliem během tréninku. Toho během hádky udeřil hokejkou do obličeje a vyrazil mu 3 zuby. Za tento čin byl nucen vyhledat odbornou psychickou pomoc. Klub poté dostal pokutu 35 tisíc dolarů.
Zanedlouho po tomto incidentu byl vyměněn na základě vlastních žádostí o výměnu do klubu Peterborough Petes za Petera Astona. Brent Sutter ho v roce 2006 povolal na juniorský šampionát do Vancouveru. Ten se mu velmi podařil, v šesti hrách si připsal 2 góly a 4 asistence. Byl zařazen i do All-Stars týmu, čehož si všimli zástupci Philadelphie Flyers a nabídla mu smlouvu na 3 roky. “Neuvěřitelné. Za tuto příležitost jsem velmi rád. Jsem odvážný ofenzivní útočník, který se nebojí hrát pořádně do těla ”, prohlásil Downie. Po absolvování přípravného kempu odehrál v dresu Flyers několik přípravných zápasů. Tým ho však poslal zpět do Peterborough Petes.
V roce 2007 se opět zúčastnil juniorského šampionátu ve Švédsku, kde Kanada opět získala zlato. Bylo to vůbec první vítězství na evropském ledě od roku 1997. Poté byl vyměněn za Yvese Bastiena a dvě druhé volby v OHL draftu z roku 2007 a 2008 do týmu Kitchener Rangers. Svůj debut v NHL si odbyl 5.12.2007 proti Minnesotě Wild. Následně vyfasoval 5. nejdelší trest v historii NHL na 20 zápasů. Pokusil se totiž zranit Deana McAmmonda.
Svůj první gól si tedy připsal až 5. ledna 2008 proti Torontu Maple Leafs. V téže zápase se dostal do další kontroverzní bitky s Jasonem Blakem. Když už se zdálo, že je bitka u konce a rozhodčí Blakeovi drželi ruce, udeřil ho Downie pěstí do levého oka. O měsíc později měl nepřímo na svědomí i zranění rozhodčího, nutno ovšem podotknout, že toto nebyla Downieho vina. Fjodor Tjutin do něj v blízkosti rozhodčího narazil tak tvrdě, že se Downiemu vymrštila noha od vzduchu a bruslí se trefil rozhodčímu do obličeje. Ten měl zlomený nos a 60 stehů, musel tak nuceně do důchodu.
V roce 2008 se stal součástí trejdu mezi týmem Philadelphia Flyers a Tampa Bay Lightning. Philadelphia Flyers získala obránce Matta Carlea a třetí výběr v draftu 2009, zatímco Tampa Bay dostala zadáka Steva Emingera, Downieho a čtvrtý výběr v draftu 2009. S kontroverzními zákroky ale nepřestal. Podařilo se mu zranit Petra Sýkoru, pokusil se Crosbymu vykloubit rameno, sekl rozhodčího vší silou do kotníku, rozpoutal několik bitek a připsal si spoustu kontroverzních hitů. Díky tomu je považován spolu s Mattem Cookem za jednoho z nejzákeřnějších hráčů dnešní NHL.
Celkem za Tampu Bay odehrál více než 230 zápasů, ve kterých zaznamenal 126 kanadských bodů za 49 gólů a 77 přihrávek.
21. února 2012 byl vyměněn do týmu Colorado Avalanche, kde působil do října 2013, i kvůli dlouhému zranění za tým z Colorada odehrál pouze 33 zápasů. Následovala další výměna, za Maxe Talbota se přesunul do Philadelphie, kde již dříve působil.

## Ocenění a úspěchy
- 2006 MSJ All-Star Team

## Klubové statistiky
| Sezona     | Klub                            | Soutěž     | Základní část | Základní část | Základní část | Základní část | Základní část | Play off | Play off | Play off | Play off | Play off |
| Sezona     | Klub                            | Soutěž     | Z             | G             | A             | B             | TM            | Z        | G        | A        | B        | TM       |
| ---------- | ------------------------------- | ---------- | ------------- | ------------- | ------------- | ------------- | ------------- | -------- | -------- | -------- | -------- | -------- |
| 2002/2003  | Aurora Tigers                   | OPJHL      | 34            | 12            | 13            | 25            | 55            | —        | —        | —        | —        | —        |
| 2002/2003  | York-Simcoe Express Min. Midget | OMHA       | 14            | 5             | 13            | 18            | 27            | —        | —        | —        | —        | —        |
| 2003/2004  | Windsor Spitfires               | OHL        | 49            | 7             | 9             | 16            | 90            | 4        | 0        | 1        | 1        | 27       |
| 2004/2005  | Windsor Spitfires               | OHL        | 61            | 21            | 52            | 73            | 179           | 11       | 4        | 5        | 9        | 49       |
| 2005/2006  | Windsor Spitfires               | OHL        | 1             | 3             | 0             | 3             | 4             | —        | —        | —        | —        | —        |
| 2005/2006  | Peterborough Petes              | OHL        | 34            | 16            | 34            | 50            | 109           | 19       | 6        | 15       | 21       | 38       |
| 2006/2007  | Peterborough Petes              | OHL        | 28            | 23            | 36            | 59            | 92            | —        | —        | —        | —        | —        |
| 2006/2007  | Kitchener Rangers               | OHL        | 17            | 12            | 21            | 33            | 32            | 9        | 8        | 14       | 22       | 15       |
| 2006/2007  | Philadelphia Phantoms           | AHL        | 1             | 0             | 0             | 0             | 0             | —        | —        | —        | —        | —        |
| 2007/2008  | Philadelphia Phantoms           | AHL        | 21            | 5             | 12            | 17            | 114           | —        | —        | —        | —        | —        |
| 2007/2008  | Philadelphia Flyers             | NHL        | 32            | 6             | 6             | 12            | 73            | 6        | 0        | 1        | 1        | 10       |
| 2008/2009  | Philadelphia Flyers             | NHL        | 6             | 0             | 0             | 0             | 11            | —        | —        | —        | —        | —        |
| 2008/2009  | Philadelphia Phantoms           | AHL        | 4             | 1             | 7             | 8             | 23            | —        | —        | —        | —        | —        |
| 2008/2009  | Norfolk Admirals                | AHL        | 23            | 8             | 17            | 25            | 107           | —        | —        | —        | —        | —        |
| 2008/2009  | Tampa Bay Lightning             | NHL        | 23            | 3             | 3             | 6             | 54            | —        | —        | —        | —        | —        |
| 2009/2010  | Tampa Bay Lightning             | NHL        | 79            | 22            | 24            | 46            | 208           | —        | —        | —        | —        | —        |
| 2010/2011  | Tampa Bay Lightning             | NHL        | 57            | 10            | 22            | 32            | 171           | 17       | 2        | 12       | 14       | 40       |
| 2011/2012  | Tampa Bay Lightning             | NHL        | 55            | 12            | 16            | 28            | 121           | —        | —        | —        | —        | —        |
| 2011/2012  | Colorado Avalanche              | NHL        | 20            | 2             | 11            | 13            | 16            | —        | —        | —        | —        | —        |
| 2012/2013  | Colorado Avalanche              | NHL        | 2             | 0             | 1             | 1             | 6             | —        | —        | —        | —        | —        |
| 2013/2014  | Colorado Avalanche              | NHL        | 11            | 1             | 6             | 7             | 36            | —        | —        | —        | —        | —        |
| 2013/2014  | Philadelphia Flyers             | NHL        | 51            | 3             | 14            | 17            | 70            | —        | —        | —        | —        | —        |
| 2014/2015  | Pittsburgh Penguins             | NHL        | 72            | 14            | 14            | 28            | 238           | 5        | 0        | 2        | 2        | 4        |
| 2015/2016  | Arizona Coyotes                 | NHL        | 26            | 3             | 3             | 6             | 53            | —        | —        | —        | —        | —        |
| 2015/2016  | Springfield Falcons             | AHL        | 8             | 1             | 1             | 2             | 24            | —        | —        | —        | —        | —        |
| NHL celkem | NHL celkem                      | NHL celkem | 434           | 76            | 120           | 196           | 1057          | 28       | 2        | 15       | 17       | 54       |

### Reprezentační statistiky
| 2004         | Kanada Ontario | MS-17        | 6  | 3 | 3 | 6  | 8  |
| 2006         | Kanada         | MSJ          | 6  | 2 | 4 | 6  | 16 |
| 2007         | Kanada         | MSJ          | 6  | 3 | 3 | 6  | 16 |
| 2010         | Kanada         | MS           | 7  | 2 | 0 | 2  | 28 |
| Celkem v MSJ | Celkem v MSJ   | Celkem v MSJ | 12 | 5 | 7 | 12 | 32 |